# NGC 7015
NGC 7015 (другие обозначения — PGC 66076, UGC 11674, MCG 2-53-12, ZWG 425.40, IRAS21032+1112) — галактика в созвездии Малый Конь.
Этот объект входит в число перечисленных в оригинальной редакции «Нового общего каталога».